# GOCE

Логотип проєкту

GOCE (англ. Gravity field and steady-state Ocean Circulation Explorer — «дослідник гравітаційного поля й сталих океанських течій») — європейський науково-дослідний супутник, призначений для дослідження гравітаційного поля Землі й стаціонарної циркуляції океану. Проєкт GOCE реалізується в рамках програми Європейського космічного агентства (ЄКА) «Жива планета». Програма «Жива планета» передбачає вивчення атмосфери, біосфери, гідросфери, кріосфери й внутрішньої будови Землі, їхньої взаємодії та впливу людської діяльності на ці природні процеси.

## Запуск
Супутник було виведено на орбіту 17 березня 2009 року за допомогою ракети-носія «Рокот» з космодрому Плесецьк.
Контракт на запуск GOCE було підписано між Європейським космічним агентством і компанією Eurockot Launch Services (EADS Astrium — 51 %, російський ДКНВЦ ім. М. В. Хрунічева — 49 %). Спочатку запуск GOCE було заплановано на осінь 2008, але потім перенесено у зв'язку з тим, що на стартовому комплексі під час електричних випробувань ракети-носія «Рокот» було виявлено зауваження до роботи одного з приладів системи керування, встановленої на розгінному блоці «Бриз-КМ». Ракета-носій легкого класу «Рокот» створена Державним космічним науково-виробничим центром ім. М. В. Хрунічева на базі міжконтинентальної балістичної ракети РС-18 (SS-19 «Стилет») і призначена для виведення космічних апаратів масою до 2 т на низькі й середні еліптичні навколоземні орбіти.

## Космічний апарат
Головним корисним навантаженням супутника є електростатичний гравітаційний градіометр, що складається з 6 акселерометрів, призначений для вимірювання гравітаційного поля Землі.
Стрілоподібна форма супутника, а також його «плавники», мають допомагати супутнику зберігати орієнтацію під час прольотів через потоки повітря, які все ще присутні на висоті 260 км. Низька орбіта супутника й висока точність акселерометрів (2×10−12 м/c2) дозволили поліпшити точність визначення геоїда до 1-2 см на масштабах близько 100 км. Із цією метою супутник було розташовано на доволі низькій орбіті. Для компенсації гальмування об атмосферу на супутнику встановлено іонний двигун, робочим тілом якого слугувало 40 кг ксенону.
Дані з супутника GOCE знайдуть численні застосування, зокрема у виявленні небезпечних вулканічних регіонів і з'ясуванні поведінки океану. Вивчення динаміки океану є одним із головних завдань супутника. Зіставляючи інформацію про гравітаційне поле з інформацією про висоту поверхні океану, отриманої іншими супутниками, учені зможуть прослідкувати напрям і швидкість геострофічних океанських течій.
Супутник GOCE було запущено на сонячно-синхронну орбіту з нахилом 96,70˚ і висхідним вузлом 18:00. Розділення супутника з останнім ступенем ракети-носія відбулося на висоті 283 км. Потім за 45 днів супутник спустився до номінальної орбіти (270 км). У цей час відбувалася перевірка супутника та його іонного двигуна.
У листопаді 2010 року ESA ухвалило рішення продовжити місію GOCE до кінця 2012 року, оскільки супутник перебуває в доброму стані, і, крім того, витрата палива виявилася навіть меншою, ніж планували дослідники. У березні 2013 року GOCE завершив збирання даних, необхідних для визначення форми Землі.
11 листопада 2013 супутник увійшов у щільні шари атмосфери і згорів неподалік від Фолклендських островів.

## Отримані результати

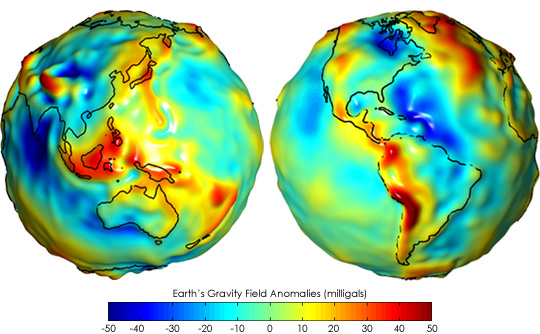
Гравітаційне поле Землі. Відхилення значно перебільшено

29 червня 2010 ЄКА оприлюднило перші моделі поля тяжіння Землі, побудовані за даними супутника GOCE. Незважаючи на те, що для побудови моделей використовувалися спостереження, зроблені протягом тільки двох місяців, точність отриманих результатів на масштабах порядку 100 км перевершує точність всіх більш ранніх моделей, заснованих на багаторічних спостереженнях за допомогою інших гравіметричних супутників, включаючи супутникову місію GRACE.
З 31 березня по 1 квітня 2011 у Мюнхенському технічному університеті відбулася четверта міжнародна робоча нарада користувачів даних GOCE (4th International GOCE User Workshop). Там був анонсована низка моделей гравітаційного поля Землі другого покоління. Для їх побудови використовувалися наукові дані, отримані супутником GOCE протягом 6 місяців, а також (у деяких з представлених моделей) та інші гравіметричні дані, що дозволяють моделям охопити більший діапазон просторових масштабів. Було також оголошено, що запасів робочого тіла (ксенону) для іонних двигунів супутника вистачить ще приблизно на два роки роботи.

## Виноски
1. ↑  Россия запустила ракету «Рокот» с европейским спутником. Архів оригіналу за 19 березня 2009. Процитовано 17 березня 2009.
2. 1 2  Michael Fehringer, Gerard Andre, Daniel Lamarre & Damien Maeusli (february 2008). A Jewel in ESA's Crown (PDF). Архів оригіналу (PDF) за 16 листопада 2013. Процитовано 12 листопада 2013.(англ.)
3. ↑  http://www.esa.int/esaLP/ESAYEK1VMOC_LPgoce_0.html [Архівовано 27 грудня 2005 у Wayback Machine.] ESA's GOCE homepage
4. ↑  GOCE delivers on its promise [Архівовано 7 березня 2011 у Wayback Machine.] — прес-реліз ESA, 4.3.2011
5. ↑  ESA підтверджує, що на знімках з Фолклендів відображений GOCE, що згоряє в атмосфері. Архів оригіналу за 17 листопада 2013. Процитовано 17 листопада 2013.
6. ↑  http://www.esa.int/SPECIALS/GOCE/SEMY0FOZVAG_0.html [Архівовано 2 липня 2010 у Wayback Machine.] GOCE giving new insights into Earth's gravity
7. ↑  4th Inernational GOCE User Workshop (англ.). Архів оригіналу за 16 березня 2012. Процитовано 2 квітня 2011. [Архівовано 2012-03-04 у Wayback Machine.]
8. ↑  Jonathan Amos (31 марта 2011). Gravity satellite yields 'Potato Earth' view (англ.). BBC. Архів оригіналу за 16 березня 2012. Процитовано 2 квітня 2011.